# Tašlická přečerpávací vodní elektrárna
Tašlická přečerpávací vodní elektrárna (ukrajinsky Ташлицька гідроакумулювальна електростанція) je přečerpávací elektrárna na Ukrajině. Nachází se poblíž města Južnoukrajinsk v Mykolajivské oblasti poblíž Jihoukrajinské jaderné elektrárny. Společně s ní tvoří Jihoukrajinský energetický kompex, jehož součástí je také Oleksandrivská vodní elektrárna. Přečerpávací elektrárna využívá jako horní zásobník vody část nádrže Tašlik, ze které čerpá vodu pro chlazení také zmíněná Jihoukrajinská jaderná elektrárna. Vodní elektrárnu vlastní a provozuje Energoatom.

## Historie a technické informace

### Projekt
Přečerpávací elektrárna Tašlik je navržena tak, aby pokrývala špičkové zatížení v jihozápadní části jednotného energetického systému Ukrajiny, včetně lepší schopnosti manévrovatelnosti v síti, která závisí na spolehlivosti elektrizační soustavy.
Výstavba elektrárny byla zahájena v roce 1981. Podle původního návrhu měla elektrárna sestávat ze šesti jednotek o výkonu 150 MW v režimu turbíny a 225 MW v režimu čerpadla a navíc čtyř konvenčních vodních turbín po 250 MW každá. Celkový výkon by tedy byl 1900 MW v režimu turbíny a 1250 MW v režimu čerpadla (bez čtyř konvenčních turbín, které jako čerpadlo pracovat nedokážou). Tyto čtyři turbíny, měly tvořit v podstatě druhou vodní elektrárnu; Vodní elektrárnu Kosťantynivka, jež měla využívat průtok vody v řece Jižní Bug. Po protestech ekologů bylo ale od návrhu přidat čtyři běžné turbíny upuštěno a návrh byl přepracován.
V roce 1991 byla výstavba přečerpávací elektrárny úplně zastavena na základě rozhodnutí vlády Ukrajiny. V té době byla první jednotka dokončena zhruba z 80%. Projekt byl obnoven až v roce 2001.
Nařízením vlády Ukrajiny ze dne 27. července 2006 projekt počítal pouze s dokončením přečerpávací elektrárny Tašlik se šesti jednotkami o výkonu 151 MW v režimu generátoru a 216,5 MW v režimu čerpadla, tudíž dohromady 906 MW v režimu turbíny a 1299 MW v režimu čerpadla.

### Uvedení do provozu
První ze šesti jednotek byla uvedena do provozu 14. září 2006 v čerpadlovém režimu a tím začalo postupné napouštění a čerpání vody do přehrazené části nádrže Tašlik. Dne 16. října 2006 byla jednotka poprvé přepnuta do režimu turbíny (generátoru) a poprvé vyrobila elektřinu. Druhá jednotka byla spuštěna 21. července 2007 v režimu generátoru a 24. července 2007 v režimu čerpadla. Uvedení třetí jednotky se plánovalo již v roce 2011, ale kvůli nedostatku financí bylo odloženo. Dostavba třetí jednotky byla zahájena až v roce 2017 státním podnikem Energoatom. Podle tehdy schváleného harmonogramu se plánovalo uvést třetí jednotku do provozu v polovině roku 2021. Dne 12. prosince 2021 byla provedena montáž a spuštění transformátoru třetí jednotky. 22. prosince byl proveden zkušební náběh jednotky, čímž byla uvedena do provozu.
V červenci 2023 byl oznámen záměr dokončit bloky 4, 5 a 6.